# Jakub Gierszał
Jakub Gierszał (Cracovia, 20 marzo 1988) è un attore polacco.

## Biografia
Figlio dell'attore e regista teatrale Marek Gierszał, ha trascorso l'infanzia ad Amburgo. La sua famiglia è tornata in Polonia nel 1999 stabilendosi a Toruń, città natale della madre.
Ha esordito sullo schermo nel 2009 interpretando il rocker ribelle Kazik nel film All That I Love - Tutto ciò che amo. Ad esso ha fatto seguire il suo primo ruolo da protagonista, quello di un giovane recluso nel film Sala samobójców, per il quale è stato candidato ai Polskie Nagrody Filmowe come miglior attore. Nel 2012 si è diplomato all'Accademia d'arte drammatica "Stanisław Wyspiański" di Cracovia. Lo stesso anno, è stato riconosciuto dal Festival di Berlino come uno dei dieci attori europei più promettenti tramite lo Shooting Stars Award.

## Filmografia parziale

### Cinema
- All That I Love - Tutto ciò che amo (Wszystko, co kocham), regia di Jacek Borcuch (2009)
- Sala samobójców, regia di Jan Komasa (2011)
- Dracula Untold, regia di Gary Shore (2014)
- The Lure (Córki dancingu), regia di Agnieszka Smoczyńska (2015)
- Pokot, regia di Agnieszka Holland (2017)
- Najmro: Il re dei ladri (Najmro: Kocha, kradnie, szanuje), regia di Mateusz Rakowicz (2021)
- I colori del male: Rosso, (Kolory zla. Czerwien) regia di Adrian Panek (2024)

### Televisione
- Crossing Lines  – serie TV, episodio 3x09 (2015)
- Das Boot – serie TV, episodi 1x03-1x04 (2018)
- Tatort – serie TV, episodio 11x64 (2018)

## Riconoscimenti
- Festival internazionale del cinema di Berlino
  - 2012 – Shooting Stars Award
- Polskie Nagrody Filmowe
  - 2012 – Candidatura al miglior attore per Sala samobójców